# Joan Sauret i Garcia
Joan Sauret i Garcia   (Balaguer, 20 de febrer de 1899 - Balaguer, 8 d'abril de 1985) fou un periodista, polític i impressor català. Del 1954 al 1976 va ser el líder d'Esquerra Republicana de Catalunya a l'exili com a secretari general. Durant la seva joventut va impulsar diverses publicacions i revistes com Pla i Muntanya (1925-1935), un dels quinzenals més importants de les terres de Ponent durant la primera meitat del segle xx. Va ser un dels fundadors d'ERC i l'any 1932 va ser escollit diputat al Parlament de Catalunya. Va col·laborar en diversos diaris de Barcelona, entre els quals La Campana de Gràcia i La Humanitat.
L'any 1937 va ser nomenat director general de Sanitat, càrrec que va mantenir fins que l'avenç de les tropes franquistes durant la Guerra Civil espanyola (1936-1939) el va obligar a exiliar-se a França. A l'exili hi va viure 44 anys, 22 dels quals els va passar com a secretari general del seu partit. Va ser una de les personalitats republicanes que més es va implicar en la visibilitat de Catalunya a Europa. És autor de tres llibres, un dels quals, L'Exili Polític Català, és una referència sobre la diàspora catalana després de la guerra. Amb 83 anys va tornar a Balaguer, ciutat on va morir dos anys després.

## Naixement, infància i primera joventut a Argentina
Joan Sauret i Garcia va nàixer a Balaguer el 20 de febrer de 1899 en el si d'una família pagesa. Era el fill primogènit del segon matrimoni del músic balaguerí Joan Sauret i Gené, casat amb Dolors Garcia Ametlla, nascuda a la localitat de Bellcaire d'Urgell (la Noguera). Va tenir dos germans; Josep Sauret i Garcia (Balaguer, 21 de juliol de 1904-Barcelona, 20 de setembre de 1938) i Àlvar Sauret i Garcia (Balaguer, 3 de novembre de 1907-4 de febrer de 1983), i una germanastra, Miracle Sauret i Llarden, mare de Joaquin Viola Sauret, alcalde de Barcelona entre el 18 de setembre de 1975 i el 6 de desembre de 1976.
Sauret va passar la infància i part de la seva joventut en la tranquil·litat d'una petita ciutat que funciona entre pagesos, converses de cafès, discussions de política i la faràndula dels grups teatrals, una de les majors aficions dels balaguerins a principis del segle xx. La seva personalitat apareixia ja en els primers anys com la d'un jove inquiet, una característica que es va reforçar quan la seva mare l'envia a l'Argentina, on hi vivia una germana seva, confiada que el seu fill podria guanyar-se millor la vida a Sud-amèrica que no pas a una petita ciutat de l'interior de Catalunya com Balaguer.
A la primavera del 1913, el jove Sauret va començar un periple a la ciutat de Buenos Aires, on es va acostar per primer cop al catalanisme polític de la mà del nodrit col·lectiu de catalans que resideix a la ciutat i que s'organitza en diversos centres com el Casal Català, el Comitè Llibertat o la Unió Nacionalista Catalana. En aquesta etapa, al jove Sauret també se li va encendre l'espurna del periodisme gràcies a Ressorgiment, la revista mensual escrita en català i que es va publicar a la capital del 1916 al 1972. Aquesta extensa trajectòria la va convertir en la publicació més rellevant de totes les que van editar els catalans d'Argentina. Els seus fundadors foren Pius Àrias, Manuel Cairol, Francesc Colomer i Hipòlit Nadal i Mallol.
Els contactes que Sauret va fer li van obrir les portes de la redacció de la revista, i va començar a treballar com a practicant quan encara no havia complert la vintena. Escrivia breus informacions i notes fins que el març del 1919 va aparèixer el seu primer article signat, un text polític en el qual s'hi reflecteixen uns ideals marcadament «separatistes», influència dels ambients polítics que sovinteja. A partir d'aquest moment, Sauret començà a agafar notorietat tan a les pàgines de la revista com en els cercles catalanistes de Buenos Aires i d'altres ciutats del país. Va assumir responsabilitats fins a acabar fent de secretari del Casal Català, tasca que compaginà amb la feina a Ressorgiment i amb l'activisme a la Unió Nacionalista Catalana. Amb només vint anys ja era presentat com un dels responsables de l'ens en els actes on participa.
La mort del seu pare va acabar amb el periple argentí però no amb el vincle amb la comunitat catalana de Buenos Aires ni tampoc amb la capçalera on ha nascut la seva vocació periodística. La col·laboració amb Ressorgiment la va mantenir fins pràcticament el final de la publicació.
| «                                                          | Sapiguem alçar fàbriques, omplint-les d'obrers munits de tota llibertat; siguem tècnics per dirigir nostra producció; economistes per a donar-li col·locació i obtenir una alta valorització per satisfer a l'obrer i a Catalunya entera. Fem que Catalunya assoleixi el grau màxim de llibertat. No podem entrar en la Societat de les Nacions portant la marca d'opressió envilida | » |
| — Joan Sauret i Garcia, Revista Ressorgiment. Març de 1919 | |   |

## Primer retorn a Balaguer: impressor i periodista
A finals del mes de novembre de l'any 1920, Joan Sauret va tornar a Balaguer. Les circumstàncies el van posar novament davant del repte de muntar-se una vida a la terra natal després de deixar enrere la que començava a tenir mig embastada a l'Argentina. La vocació per les lletres el va portar a obrir una impremta al número 43 de la plaça Mercadal. Ho va fer després de treballar uns mesos a la a Barcelona Traction, Light and Power Company Limited, l'afamada companyia coneguda popularment com La Canadenca que va estar anys construint la presa de Camarasa (la Noguera).
La impremta va començar a funcionar i li donà a Sauret una suficient estabilitat econòmica per poder-se dedicar també a l'activisme catalanista, una tasca que va impulsar tan bon punt va tornar al poble. A principis dels anys 20, ja era secretari de la Joventut Nacionalista de Balaguer, una responsabilitat política que va assumir en paral·lel a les tasques periodístiques que va desenvolupar a Pla i Muntanya, la revista quinzenal que ell mateix fundà amb Domènec Carrové i que va veure la llum el 14 d'abril de 1925. La publicació s'imprimia a la Impremta Sauret i durà deu anys, fins al desembre de l'any 1935.
A les pàgines de la revista, Sauret va mostrar una ploma (amb diverses signatures com: Joan Sauret, Ariel, SiG o STOP) que el presentava com un home d'esquerres i catalanista i avesat a molts àmbits de la societat local; des del comerç i la política passant per les tradicions i acabant amb el teatre, art que tractava sovint amb crítiques d'obres, entrevistes i articles. La seva passió teatral el va portar a escriure el seu primer llibre, l'any 1927, un drama en tres actes concebut juntament amb l'escriptor local i també col·laborador de la revista, Joan Pinós. L'obra es va titular Diners, es va publicar l'agost d'aquell mateix any i s'estrenà al Teatre Principal de Balaguer el 28 de juliol de 1928 per la companyia teatral Vila-Daví.

## Matrimoni i descendència
En aquests anys d'efervescència com a periodista i impressor, Sauret va formar una família al costat d'Emília Armengol i Rafel, nascuda a Bellcaire d'Urgell cinc anys després que ell, concretament el 4 de maig de 1905. L'amistat que es va establir entre els dos esdevingué en prompte nuviatge que va acabar a l'altar de l'església de Sant Josep. Sauret i Armengol es van casar el 19 de juliol de 1923 amb vint-i-quatre i divuit anys respectivament. El matrimoni s'instal·là al 43 de la Plaça Mercadal i allà van fer créixer la família. En cinc anys ja la tenien nombrosa: quan encara no s'havia complert el primer aniversari de l'enllaç, el 8 de maig de 1924, naixia Joan Sauret i Armengol. Dos anys després, el 30 de maig de 1926, arribava Jordi Sauret i Armengol, i finalment, el 27 de maig de 1928 naixia Enric Sauret i Armengol, el darrer fill de la parella.

## L'inici de la trajectòria política: diputat republicà (1932)
El seu contacte amb la política s'intensificà a partir del 1930, un fet que es palesava en els molts articles que firmava a Pla i Muntanya amb relació a la situació política del moment i els canvis que creia que podien arribar d'acord amb les debilitats demostrades pels governants espanyols i les ànsies dels partits republicans de fer caure el rei Alfons XIII i capgirar el panorama polític. La primera informació que a la ciutat de Balaguer es va donar sobre la proclamació de la República la va fer ell, fet que demostrava els seus estrets contactes polítics.
Aquell mateix any participà a la Conferència d'Esquerres Catalanes en la qual es va fundar Esquerra Republicana de Catalunya, i en el primer Congrés Nacional, celebrat el febrer de 1932, va passar a formar part del Comitè Executiu del partit. Pocs mesos després, a l'octubre, va ser votat com a candidat per ERC a les comarques lleidatanes a les eleccions al Parlament de Catalunya del 20 de novembre de 1932.
L'acompanyava a la candidatura: Francesc Macià, Humbert Torres, Enric Canturri, Lluís Companys, Pere Coromines, Josep Maria Espanya, Pere Mias, Ricard Palacín, Jaume Magre i Francesc Viadiu. Joan Sauret va ser el candidat d'ERC que va aconseguir més vots a la seva ciutat amb 413 suports, per sota dels 487 del vencedor balaguerí, Josep Cabeceran. Els sufragis que recollí al districte de Balaguer es fixaren en 6.445, i a la circumscripció en va obtenir 31.546 essent el sisè candidat més votat de les eleccions a Lleida. Estrenà l'escó parlamentari el 6 de desembre del 1932, dues setmanes després dels comicis. D'ençà, la seva figura com a diputat va créixer gràcies a la seva personalitat política i el seu tarannà obert que li permetien estrènyer vincles, no només amb companys del seu partit, sinó també amb parlamentaris d'altres formacions.
Des del seu lloc de diputat, formà part de la Comissió de Finances i de la Comissió de Revisió de Comptes del Parlament. Aquesta tasca la complementava amb la de cronista polític a La Humanitat, on portà la secció «Antena» i amb les col·laboracions en diverses publicacions, com La Campana de Gràcia. En el segon Congrés Nacional del partit, celebrat l'octubre de 1933, va ser escollit de nou membre del Comitè Executiu, un càrrec que va mantenir fins a la reestructuració d'urgència del Comitè l'abril de 1935, amb una part de la direcció empresonada arran dels Fets d'Octubre de 1934.
| «                                                               | No creiem recomanable, per a cap sector esquerrista i molt menys obrerista, el retorn a les velles pràctiques polítiques de considerar la dignitat aliena una cosa menyspreable | » |
| — Joan Sauret i Garcia, Revista Pla i Muntanya. Octubre de 1932 | |   |

## Els Fets d'Octubre del 1934: presó, judici i absolució
L'aturada a Espanya promoguda fonamentalment pel PSOE i la UGT després de la creació del nou executiu per part d'Alejandro Lerroux en el qual hi van participar tres membres de la Confederación Española de Derechas Autónomas (CEDA), provocà una insurrecció arreu de Catalunya. Joan Sauret es va desplaçar a Balaguer per ajudar el seu amic, l'alcalde Domènec Carrové, a intentar mantenir la pau als carrers de la ciutat.
Tot i alguns episodis de tensió amb els vaguistes, no es registraren enfrontaments violents. El dia 6 d'octubre, després que Lluís Companys hagués proclamat a Barcelona l'Estat Català en la República Federal Espanyola, Sauret sortí al balcó de l'Ajuntament de Balaguer al costat de Carrové, que no va declarar l'Estat Català com ho havia fet el President de la Generalitat, sinó que es limità a informar dels fets de la capital sense prendre-hi partit. Sauret va complementar el parlament del batlle demanant que es mantingués l'ordre a la ciutat i que la gent se n'anés cap a casa. Alcalde i diputat marcaren un pas de prudència, no se sumaren al moviment i aconseguiren els propòsits de mantenir la pau social suficient com per no haver d'utilitzar la força contra els revolucionaris.
Aquesta decisió no els va evitar la presó: Carrové i Sauret van ser enviats a la presó de Lleida per un delicte de rebel·lió militar. S'hi passaren gairebé dos mesos, fins al 24 de desembre del 1934, quan van ser posats en llibertat a l'espera de ser jutjats en un Consell de Guerra datat pel 5 d'abril del 1935. Els advocats dels acusats van fer una defensa en la qual destacaren la seva voluntat pacificadora durant les hores greus de revolta, un argumentari que es reforçà amb diversos testimonis, que acreditaren que a Balaguer no van existir enfrontaments violents ni usos d'armes. Vist per sentència el judici aquell mateix dia, el jutge va absoldre els acusats per «manca de proves».

## Càrrecs al Govern
Poc després, el 1936 i ja en plena Guerra Civil, va ser designat secretari de la Comissió de Finances de la Generalitat, un càrrec que completà aquell mateix any amb el de representant del departament al Comitè d'Apropiacions. Mesos després, concretament el 2 de juliol de 1937, va ser designat Director General de Sanitat, una tasca que depenia del Departament de Governació i Assistència Social que liderava Antoni Maria Sbert.
Les responsabilitats al Govern les complementà amb les que tenia al seu partit. El novembre de 1936 va ser escollit secretari de propaganda d'ERC i el 5 d'agost del 1937, designat membre del Directori del partit, un nou òrgan format per vuit destacats militants i que tenia la missió d'esbossar les orientacions polítiques en un context de complexitats extremes provocades per l'esclat de la guerra. El 28 i el 29 de març del 1938, Sauret també es va integrar en el Consell Directiu del partit, liderat per Josep Tarradellas i conformat, a més de Sauret, per Josep Andreu i Abelló, Miquel Santaló, Carles Pi i Sunyer.

## L'exili a França, el camp de Vernet i assessor de Josep Irla
L'evolució de la Guerra Civil va obligar Joan Sauret, la dona i els seus tres fills, a marxar a l'exili. Eren els primers dies d'abril del 1938 quan Emília Armengol i Rafel i els tres fills del matrimoni, Joan, Jordi i Enric, viatjaren fins a Perpinyà per instal·lar-se, sense Sauret, en un petit hotel de la ciutat on també s'hi allotjaven altres famílies catalanes, entre les quals, les esposes de Camil i Manuel Companys, germans del president de la Generalitat. Joan Sauret visità esporàdicament la seva família durant la segona meitat de l'any 1938, però l'avenç de les tropes franquistes per Catalunya precipitaren el final de la Guerra Civil i el seu exili. Juntament amb el president Lluís Companys, el lehendakari José Antonio Aguirre, l'exministre Manuel de Irujo i membres del Govern i de la intel·lectualitat catalana, va sortir de Barcelona a finals del mes de gener en direcció als pobles de Darnius i La Vajol, des d'on enfilà el camí cap a França el 7 de febrer.
Arribà a Perpinyà després d'un viatge en autobús, primer i, posteriorment, a peu per camins secundaris. Des d'allí va marxar amb la seva família cap a Montpeller, ciutat on hi havia una nodrida comunitat de catalans i una Residència d'intel·lectuals Catalans. A la capital occitana va formar part del nucli de confiança del president de la Generalitat, Josep Irla, juntament amb Humbert Torres i Antoni Rovira i Virgili. A la ciutat va ser detingut el febrer de 1941 juntament amb altres catalanistes, i enviat dos dies al camp de concentració d'Agde. El motiu, una reunió a la ciutat entre el mariscal Philippe Petain i el general Francisco Franco, que sojornà a la localitat durant el camí de retorn després d'una trobada amb Benito Mussolini a la vila ligur de Bordighera.
La por que va agafar Sauret el portà a canviar de residència i a establir-se a la petita localitat de Clermont d'Erau, on el novembre de 1942 acabà detingut per la gendarmeria per «individu perillós». De Clermont el van enviar a Montpeller i, d'allà, al camp de concentració de Vernet d'Arieja, on hi passà tres mesos. Durant aquest temps, Emília Armengol es va mobilitzar i va contactar amb amics catalans i francesos del seu marit amb l'objectiu de treure'l del camp, fet que finalment acabà passant poc abans de l'arribada dels trens nazis per dur presoners als camps alemanys. Sauret va tornar a Montpeller després del seu pas pel camp de Vernet.
En aquest context de penúries, el balaguerí va escriure un llibre d'enyor cap a la seva terra, Balaguer. El va titular Bellviure. Un poble al peu del campanar i a la vora del riu, una obra que escriví durant tres anys a partir del 1944 i que no va veure la llum fins al 1975. El 7 de novembre de 1948, el llibre va obtenir un dels premis dels Jocs Florals de la Llengua Catalana celebrats a la ciutat de París. En aquests anys, Sauret va esdevenir també un dels impulsors de la reaparició del diari La Humanitat, diari d'ERC en el qual col·laborà i farà tasques de redacció i edició. El 1953 s'adherí a la Conferència Nacional Catalana celebrada a Mèxic.

## Relació amb Josep Tarradellas i secretaria general d'ERC (1954-1976)
En aquesta època, Sauret es va projectar com el número dos d'ERC després de Josep Tarradellas, el líder de la formació amb qui conservava una estreta amistat des de meitats dels anys 30 i que mantenia a l'exili amb una sovintejada correspondència. La bona relació es va anar esquerdant, però, degut a diverses discrepàncies polítiques que es fonamentaven en el rebuig de Sauret a les praxis polítiques de Tarradellas, i a la incomoditat que li provoca a Tarradellas el vincle del balaguerí amb polítics de l'òrbita del POUM com Enric Adroher, àlies “Gironella” i republicans allunyats de les seves tesis com Josep Sans.

Les relacions es van tensar, també, per les discrepàncies en la gestió d'ERC, tot i que Tarradellas proposà Sauret com a relleu en la secretaria general del partit quan ell va ser escollit conseller primer de la Generalitat, el pas previ a la substitució de Josep Irla. El balaguerí assumí el lideratge d'ERC de manera interina el 26 d'abril de 1954, i quan Tarradellas arribà a la presidència, Sauret requerí els membres del Consell Executiu del partit per tal de resoldre la situació d'interinitat i blindar el seu lideratge davant les hipotètiques voluntats d'influència de Tarradellas.
| « | Si l'agost del 1954 m'hi hagués avingut, l'Esquerra hauria quedat reduïda a dues persones i un segell | » |
| — Joan Sauret. Carta a Víctor Duran, Jaume Figueres, R Gómez-Delfó, Miquel Guash i Ramon Verdaguer. Març de 1975 | |   |

Les relacions entre els dos polítics anaven de gairell per les topades que tenen amb relació a les maneres de fer política, la conveniència o no de l'entrada d'ERC al govern espanyol i les estratègies de pactes amb altres formacions catalanes i espanyoles presents a l'exili. L'aprofundiment de la relació amb socialistes i demés partits republicans que promovia Sauret provocà un refredament del vincle entre líders, que s'agreujà a mesura que passà el temps. El secretari general va prendre la decisió d'apartar Tarradellas del Consell Executiu d'ERC argüint un excés de representativitat com a president de la Generalitat que entrava en terrenys del partit, on ell n'era el darrer responsable. El Consell va acordar a inicis de març del 1957 i per unanimitat l'allunyament de Tarradellas «de les tasques de membre del Consell Executiu durant el període en què exerceixi l'alt mandat nacional».
En aquest context, els dos republicans protagonitzaren una escalda d'hostilitats basada en les pressions de Sauret a Tarradellas per què fes govern, una demanda que el president es negà a desenvolupar, i en la proposta de rellevar el de Cervelló del càrrec de president passats cinc anys des de la seva proclamació. Sauret es va emparar en l'Estatut de Règim Interior per forçar un canvi de president, i, amb altres republicans catalanistes, fins i tot promogué un successor; Pau Casals. Aquestes maniobres van acabar per esberlar completament les relacions. Tarradellas organitzà, per la seva banda, una campanya que centrà entre els militants del partit residents a Mèxic per fer fora Sauret de la secretaria general. El president va impulsar l'aparició a Mèxic de La Humanitat, diari que es confrontarà amb Tribuna, l'òrgan oficiós del Consell Executiu d'Esquerra a França que es publicarà del 1955 al 1967 que dirigirà Josep Sans, molt afí a Sauret.
A Mèxic es va organitzar una Comissió d'Enquesta que feia la funció de valorar el paper de Sauret com a secretari general, a qui es va desacreditar com a líder en benefici de Tarradellas. Aquesta “condemna”, però, no va passar de la teoria, de manera que Sauret va continuar com a líder del partit fins al 1976. El vincle entre els dos republicans es mantindrà per sempre distant, tot i que Sauret i Tarradellas segellaren una reconciliació en una trobada el 14 d'abril del 1976 a la residència del president a Saint-Martin-Le-Beau en la qual també hi van assistir membres destacats del partit com Cristian Aguadé, Heribert Barrera i Josep Frigola.
Els dos republicans mai més van tornar a tenir la relació que havien travat a meitats dels anys 30, i el vincle fou distant, l'un des de la secretaria general del partit i l'altre, des de la presidència de la Generalitat.
Orfe d'algunes velles amistats, que s'havien anat morint, i amb un partit que havia anat perdent vigor durant els llargs anys d'exili, Sauret fixà l'objectiu de mantenir en vida ERC a l'espera que la nova generació de polítics a Catalunya tingués embranzida suficient per assumir el relleu i governar la formació des de l'interior del país. Sabia que la seva carrera política acabaria a França, país on a finals dels anys 60 feia mítings al costat de republicans catalans i espanyols. En aquest context, també enviava nombrosa correspondència i rebia moltes visites a la seva casa d'Epinay-sur-Orge, on hi vivia amb la seva esposa fins al 1972, quan ella va morir.

## Europeisme
Els anhels d'una Europa auto-organitzada després del marasme de la Segona Guerra Mundial van trobar en Sauret un gran entusiasta perquè considerava que les talaies internacionals poden ser bones aliades per la causa catalana.
S'adonà dels avantatges de fer jugar Catalunya en aquesta partida internacional, de manera que es va comprometre amb aquesta idea. El 1948 va formar part del nucli fundador de la Unió de Federalistes Catalans, organisme que evolucionà l'abril del 1950 amb la constitució a París del Consell Català per la Federació Europea, òrgan que també va fusionar el Moviment Socialista Català pels Estats Units d'Europa. La seva fervent inclinació europeista el va portar a assumir una destacada posició en la nova entitat formant part del secretariat col·lectiu que feia de nexe entre els europeistes de l'interior de Catalunya i els que estaven exiliats en diverses parts del món.
En aquest context, el 1953 impulsà i dirigí Cartes d'Europa, una publicació que servia de portaveu de l'anomenat Consell Català del Moviment Europeu per a difondre les seves activitats i de plataforma per aprofundir sobre la política continental i el futur que hi tenien les nacions sense estat com Catalunya.

## Fi de la trajectòria política
Arribats a la dècada dels 70, Sauret va assumir que calia centrar el focus d'ERC en la seva recuperació a l'interior de Catalunya, on hi bategava una nova generació de polítics que ell, gran i vidu, ja no podia ni controlar ni marcar la seva influència. Des del 1972, visqué sol a la seva casa d'Epinay-sur-Orge després de la mort de la seva esposa. Sauret va cedir de facto el comandament a Heribert Barrera fins que es va fer oficial el relleu el 4 de juliol de 1976 en una assemblea informativa celebrada al Col·legi d'Advocats de Barcelona en la qual hi van assistir mig miler de militants.
És en aquesta època que treballarà en el projecte d'un llibre sobre l'èxode dels polítics catalans després de la Guerra Civil. La publicació veurà la llum l'any 1979 amb el nom de L'exili polític català, un llibre de referència sobre la diàspora catalana i que va ser publicat per l'editorial Proa.

## L'últim retorn i mort a Balaguer
Arribats als 80 anys, Joan Sauret es plantejà el seu futur a França, país on hi havia estat 44 anys d'ençà de la seva arribada el febrer de 1939. Els seus tres fills s'havien casat i ja tenien descendència, i ell vivia en solitud. Finalment, va prendre la decisió de tornar al seu poble, Balaguer, on hi arribà el mes de novembre de 1983. S'instal·là a la Residència Sant Domènec, un equipament recent inaugurat que s'ubicava al costat del riu Segre i gairebé als peus de l'església de Santa Maria. A la residència el visitaren alguns amics i va mantenir correspondència amb Teresa Pàmies, amb qui va pacificar la relació després de dècades de tibantors polítiques. A finals del 1984 la seva salut s'afeblí, i ja no la va recuperar. Els primers mesos del 1985 van ser els d'un declivi vital que s'acabà el dilluns 8 d'abril de 1985.
| «                                                         | Joan Sauret fou un home conflictiu com ho és tota persona amb idees pròpies capaç d'assumir-les en les verdes i les madures, fins i tot a risc de caure malament als qui tenen la paella pel mànec […] Va tornar a Balaguer per a morir-hi. No hi ha prova més autèntica d'amor a la terra | » |
| — Teresa Pàmies i Bertran, Revista Barri-10. Maig de 1985 | |   |

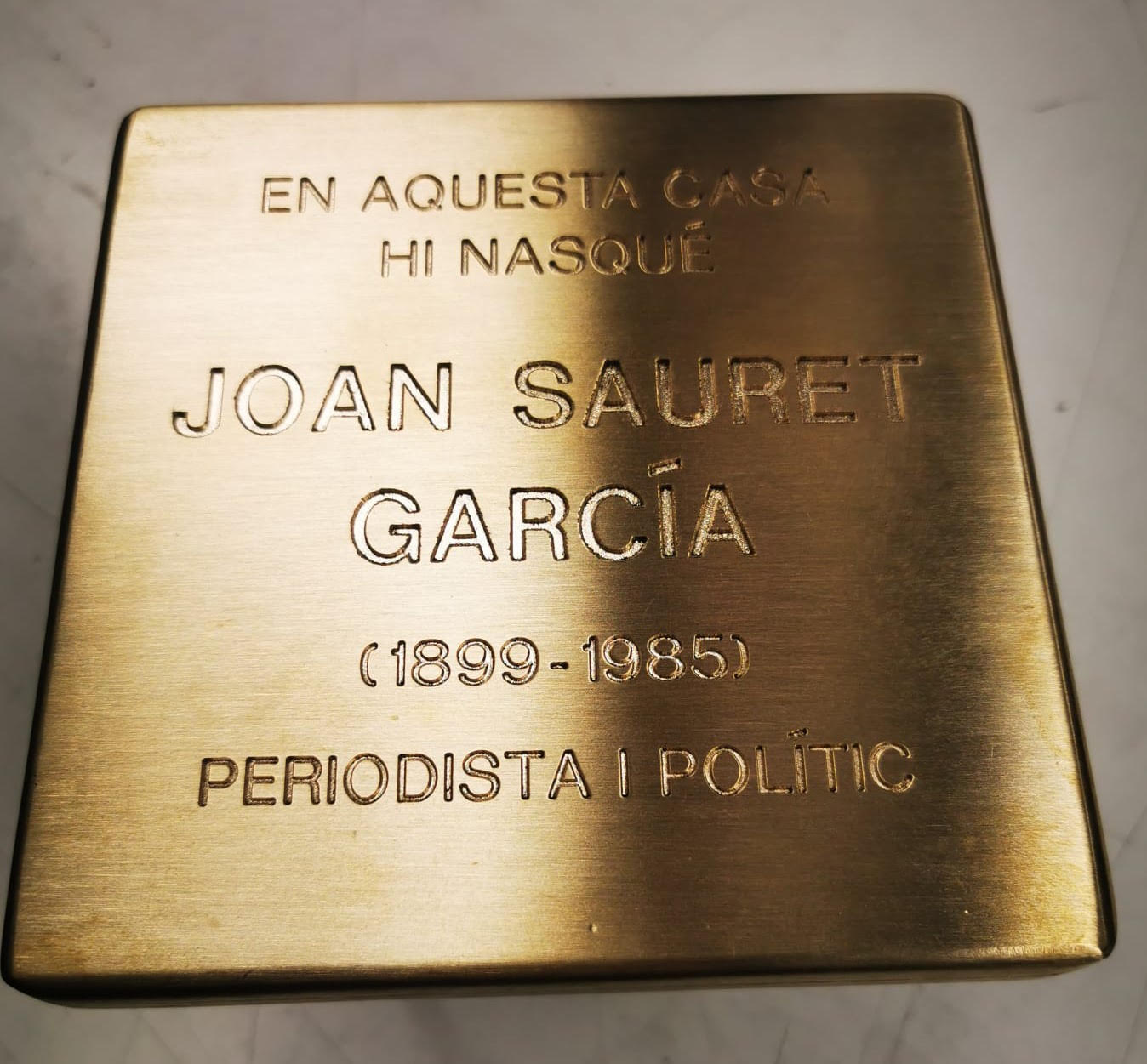
Placa d'homenatge a Joan Sauret i Garcia a Balaguer

Josep Tarradellas assistí a la cerimònia laica que es va fer l'endemà a la residència abans de ser enterrat al cementiri de Balaguer. L'acte de comiat fou presidit pel secretari general d'ERC, Heribert Barrera, i el diputat lleidatà, Víctor Torres. Les seves despulles descansen actualment al nínxol número 26 del sector Sant Antoni del cementiri de Balaguer al costat de la seva esposa després que la família decidís a principis dels anys 90 traslladar les restes del matrimoni en un mateix indret.
La figura de Joan Sauret s'anà desdibuixant amb el pas dels anys. Ni el partit, ni els amics ni la seva ciutat li van dedicar mai homenatges ni actes de record, tampoc quan les dates assenyalaven efemèrides. L'any del centenari del seu naixement va passar desapercebut i l'homenatge va quedar pendent. El maig del 2022 s'ha publicat el llibre biogràfic Joan Sauret. Tasca i esperança escrit pel periodista i historiador Àlvar Llobet i Sotelo i editat per la Fundació Josep Irla.

## Obres
- Diners (1927), drama teatral en tres actes
- Bellviure: un poble al peu del campanar i a la vora del riu (1975)
- L'exili polític català (1979)